# Kaspersky Anti-Virus
Pour les articles homonymes, voir Kaspersky, KAV et AVP.
Kaspersky Anti-Virus (KAV) (anciennement AntiViral Toolkit Pro ou AVP) est un antivirus créé par la société russe Kaspersky Lab. Cette dernière met aussi à disposition sur son site un système de recherche de virus en ligne. Le code source de Kaspersky Anti-Virus a été diffusé illégalement sur internet en 2008, le logiciel dans sa version 8 est écrit en C++ et en Delphi.

## Présentation
Kaspersky est un antivirus doté de fonctions classiques de protection telles que :
- Mise en mémoire
- Analyse des courriels
- Analyse heuristique
- Analyse des fichiers compressés
- Protection contre les logiciels espions, les virus, autres vers et chevaux de Troie.
- Défense proactive, empêchant notamment l'installation de rootkits.
- La possibilité de lancer des applications en mode virtuel.

Kaspersky propose des licences de 1 à 3 ans.

## Récompenses
Selon AV-Comparative, Kaspersky Antivirus se classe parmi les premiers scanneurs de virus en termes de détection en dépit du fait que l'antivirus a échoué à deux tests réalisés en 2007 et 2008 par le magazine Virus Bulletin.  Par ailleurs, PC World a récompensé cet antivirus dans sa version 6  par l'octroi du prix Editor's Choice en 2007. Enfin, Ars Technica classe Kaspersky Antivirus parmi les meilleurs logiciels de sécurité destinés aux plateformes Windows.
Kaspersky a été testé par PassMark en 2008.

## Limites
Plusieurs options ne se trouvent pas dans cette édition comme : Pare-feu personnel, AntiSpam, AntiBanner et le contrôle parental. Ces outils sont disponibles avec Kaspersky Internet Security.
Kaspersky comme la majorité de ses concurrents, est incompatible avec d'autres logiciels antivirus et antispyware.

### Conflit en Ukraine
En mars 2022, l'ANSSI conseille aux utilisateurs français de l'antivirus de trouver des solutions de remplacement, estimant que son niveau de protection pourrait être affecté par la guerre en Ukraine.
Le logiciel Kaspersky est mis en cause pour son caractère russe :

« Dans le contexte actuel, l’utilisation de certains outils numériques, notamment les outils de la société Kaspersky [spécialisée dans la cybersécurité], peut être questionnée du fait de leur lien avec la Russie »

— Anssi
Ainsi, les entreprises russes qui sont isolées peuvent ne plus être capable de maintenir un niveau de protection suffisant alors qu'une stratégie de diversification des solutions de cybersécurité peut être considérée.

## Macintosh
En 2009 une édition de Kaspersky Antivirus est disponible pour la plateforme Mac OS X. Les tests ont permis de conclure que l'antivirus consomme seulement 1 % de CPU.[réf. nécessaire] Cette édition contient des signatures pour bloquer les virus destinés aux plateformes Windows et Linux.

## Configuration requise
|                                     | XP (32/64-bit)                        | Windows 7 (32/64-bit) | Mac OS X (v.10.4.11 « Tiger » ou +) | Linux (Red Hat, Mandriva, Fedora, Debian, SUSE) |
| ----------------------------------- | ------------------------------------- | --------------------- | ----------------------------------- | ----------------------------------------------- |
| Processeur                          | Intel Pentium 300 MHz (ou équivalent) | Intel Pentium 1 GHz   | Intel Pentium 1 GHz                 | Intel Pentium 133 MHz                           |
| RAM                                 | 256 MB                                | 1 GB                  | 512 MB                              | 64 MB                                           |
| Espace disponible sur le disque dur | 50 MB                                 | 50 MB                 | 80 MB                               | 100 MB                                          |